# الکساندر کاساوتیس
الکساندر کاساوتیس (انگلیسی: Alexandra Cassavetes؛ زادهٔ ۲۱ سپتامبر ۱۹۶۵) هنرپیشه و کارگردان اهل ایالات متحده آمریکا است.
او فرزند جان کاساوتیس و جنا رولندز است.

## فیلمشناسی

### بازیگر
- زنی تحت تأثیر
- چشمه‌های عشق
- آلفا داگ

### کارگردان
- نیویورک، دوستت دارم